# Game Gear
Game Gear (ゲームギア, Gēmu Gia) é um console de videogame portátil, de 8 bits, desenvolvido e produzido pela Sega. Fazia parte da denominada "4ª geração de consoles" e surgiu em resposta ao portátil da Nintendo, o Game Boy. O portátil da Sega também tinha como concorrentes o Atari Lynx e o TurboExpress. O console foi descontinuado no Brasil e na Coreia do Sul em 1995.

## História
Chamado "Projeto Mercúrio" durante o seu desenvolvimento, o Game Gear foi lançado inicialmente no Japão, em 6 de outubro de 1990. Na América do Norte e na Europa e Brasil foi lançado em 1991, e na Austrália foi lançado em 1992.
O Game Gear é considerado por muitos um Master System portátil, pela semelhança técnica entre os dois aparelhos. Mas o Game Gear possui som estéreo e paleta de 4096 cores, embora apenas 32 cores sejam exibidas simultaneamente. O Game Gear apresenta um modo de compatibilidade com o Master System, permitindo a execução dos seus jogos através de um adaptador (pois o tamanho dos cartuchos é diferente), mas não sendo possível o contrário, devido a citada maior paleta do Game Gear.

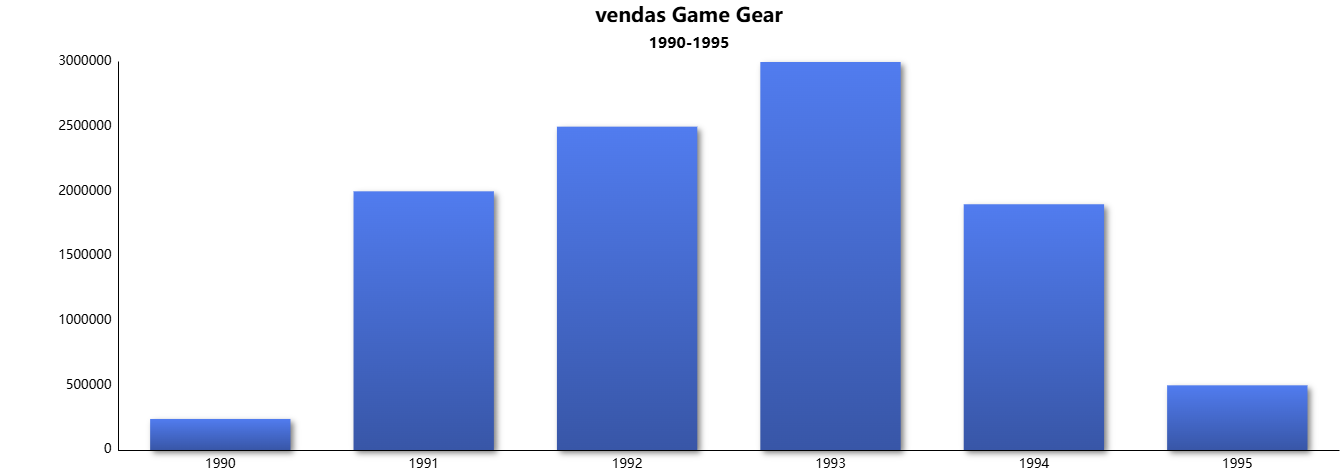
Vendas anuais do Game Gear de 1990 até 1995. A limitação de informações não permitiu a expansão do gráfico.

Mesmo possuindo especificações técnicas superiores em comparação ao Game Boy, o Game Gear não conseguiu conquistar o mercado esperado por diversos fatores, e ainda hoje se discute quais foram os principais erros cometidos pela Sega no design do console, dentre quais podemos destacar:
- Mesmo sendo um portátil, o Game Gear ainda era significamente maior que o Game Boy, o que dificultava seu transporte.
- A necessidade de 6 pilhas AA para fazê-lo funcionar.
- A duração das pilhas de cerca de 4 horas de jogo. Em compararação, no Game Boy as pilhas duravam cerca de 15 horas de jogo, usando apenas quatro pilhas.
- A tela tem iluminação interna que consome muita energia, acabando com as pilhas com poucas horas de uso;
- O Game Boy foi lançado um ano antes e já havia ganhado boa parte do mercado, com uma disponibilidade muito maior de jogos.

O Game Gear atingiu seu pico de vendas em 1993, com aproximadamente 3 milhões de unidades. Algo parecido com esse número ocorreu em 1992, quando teve 2,5 milhões de vendas do mesmo console no ano.

## Acessórios

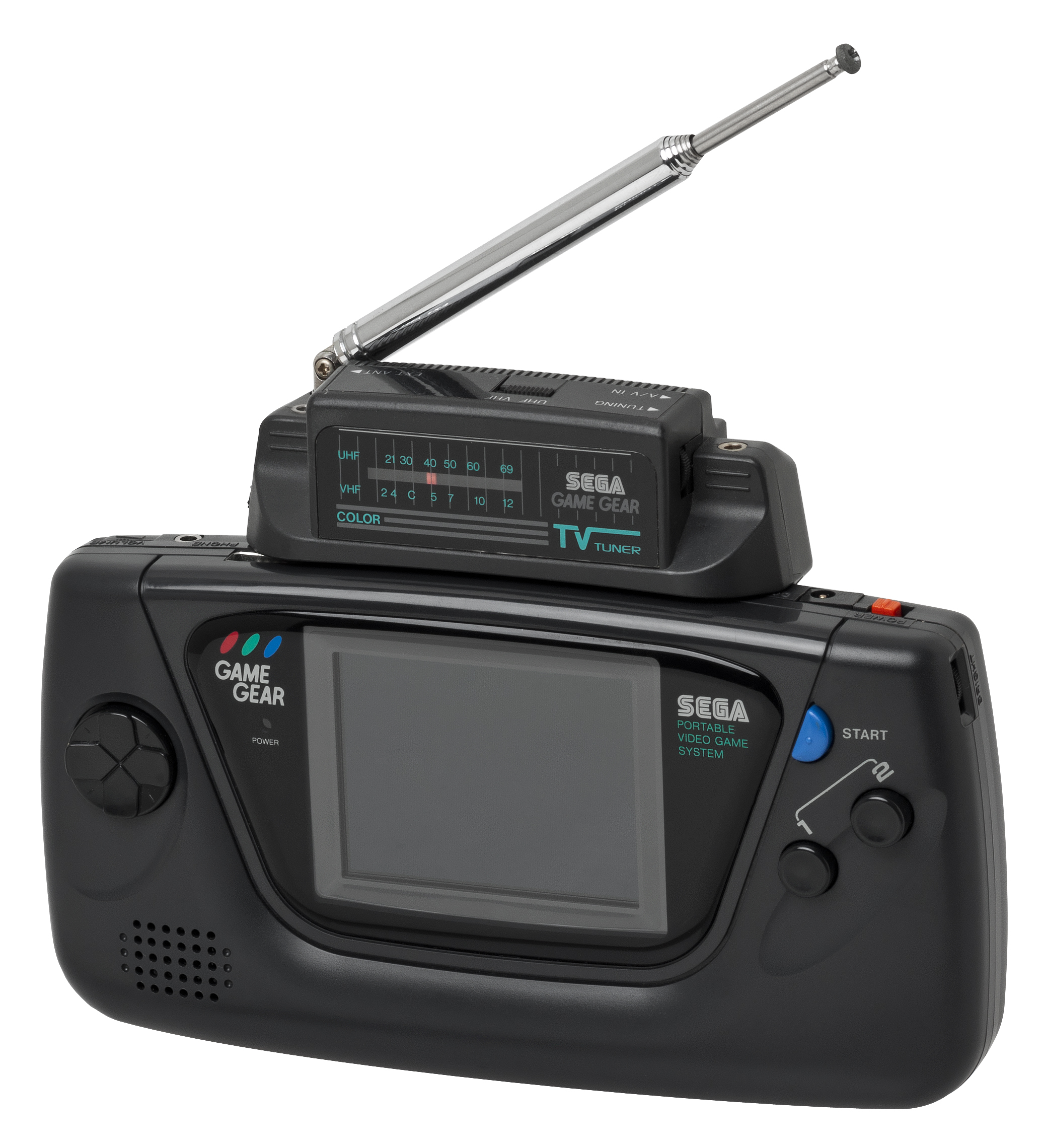
TV Tuner acoplado a um Game Gear.

- Baterias recarregáveis: Um pacote de pilhas recarregáveis.
- Super Wide Gear: Uma espécie de lente de aumento, para uma melhor visualização da tela.
- Adaptador AC: Adaptador para ligar o Game Gear em uma tomada elétrica comum, sem depender de pilhas.
- Conversor Master Gear: Permite executar jogos do Master System no Game Gear.
- Game Genie e Pro Action Replay: Permite modificar os jogos temporariamente, aumentando o número de vidas ou pulando fases.
- TV Tuner: Permite exibir canais de televisão e a conexão de outros equipamentos de vídeo no Game Gear.
- Adaptador para isqueiro de carros: Permite ligar o Game Gear no isqueiro elétrico de um carro.
- Cabo Gear-to-Gear: Permite a conexão de dois Game Gear, para jogos entre duas pessoas.
- Carrying Case: Mochila para carregar o Game Gear e diversos cartuchos.
- Rádio Tuner FM: Permite que o console se transforme em um sintonizador de rádio FM e é bem parecido com o cartucho de TV Tuner.
- Bateria Solar: Sistema de baterias carregáveis por luz solar, e foi feito exclusivamente para o uso no Game Gear.
- Amplificador Stereo: Acessório com 2 saídas externas de alto-falantes.

## Especificações

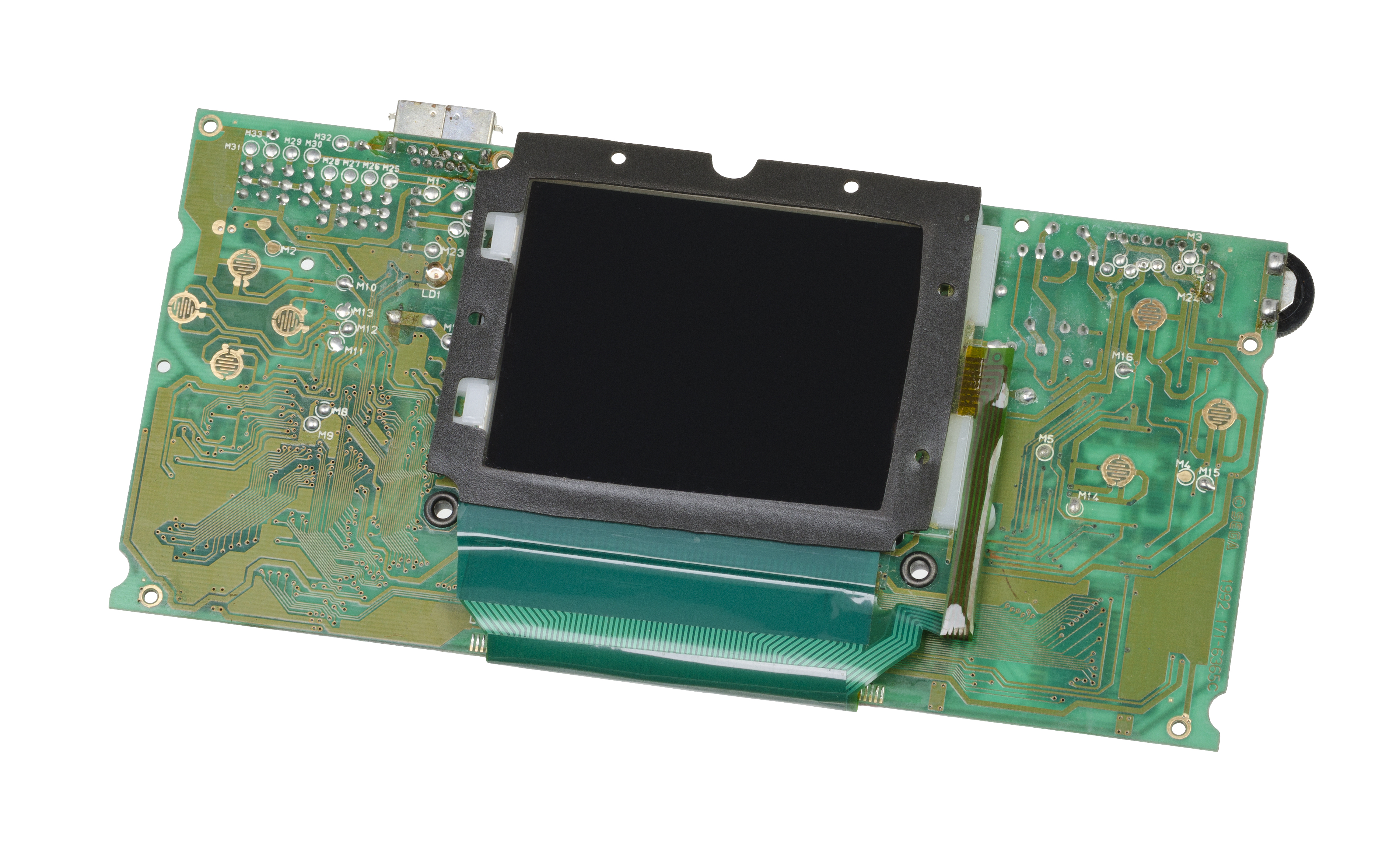
Placa-mãe do Game Gear.

- Processador central: Zilog Z80 de 8-bit rodando a 3.6 MHz.
- Memória: 8 KB RAM
- Cores disponíveis: 4.096.
- Resolução: 160 x 144 pixels.
- Tela: aproximadamente 8 centímetros de comprimento, com iluminação interna.
- Máximo de cores ao mesmo tempo: 32.
- Tamanho dos sprites: 8 x 8.
- Áudio: 4 Canais Mono
- Limite máximo de sprites na tela: 64

## Jogos
Mais de 300 jogos foram lançados para o Game Gear, nos Estados Unidos, o preço dos cartuchos variava entre US$24.99 a US$29.99, o console recebeu muitos ports do Master System.
Alguns jogos do Game Gear vieram com sprites diferentes do Master System como: Sonic the Hedgehog e outros. E outros vieram com sprites iguais do Master System como: Sonic the Hedgehog 2 e outros.